# 达尔马普尔
达尔马普尔（Dharmapur），是印度西孟加拉邦Hugli县的一个城镇。总人口5384（2001年）。

## 人口
该地2001年总人口5384人，其中男性2746人，女性2638人；0—6岁人口553人，其中男308人，女245人；识字率70.52%，其中男性为75.53%，女性为65.31%。